# Берёзовка (аэродром)
Берёзовка — недействующий военный аэродром ПВО. Расположен между реками Кожва и Ыджыд-Каменка в 27 км к западу от города Печора. Рядом находится военный городок Берёзовка-1. До 1998 года здесь дислоцировался авиационный полк самолётов ДРЛОиУ типа А-50 с частями обеспечения. Ранее аэродром использовался как оперативный и запасной для авиации ПВО.

## История
Аэродром Печора (Берёзовка), также известен как «Объект И-850» — запасной аэродром авиации ПВО СССР. В начале 1970-х годов на аэродроме была построена ВПП с бетонным покрытием. Начиная с середины 1980-х годов была проведена реконструкция и начато строительство жилого городка — возведены три пятиэтажных дома и девятиэтажное здание гостиничного типа. В 1989 году на аэродроме был сформирован 144-й отдельный авиационный полк ДРЛОиУ в/ч 89449, в составе 20 самолётов А-50. Это был единственный в то время на весь СССР полк, на вооружении которого были эти самолёты. Полк был передислоцирован на аэродром Иваново-Северный в 1998 году, на аэродроме Берёзовка оставалась для поддержания работоспособности авиационная комендатура и аэродром периодически принимал перелетающие воздушные суда (в основном вертолёты). В настоящее время аэродром брошен и интенсивно зарастает растительностью, служебные помещения разрушены, жилые дома частично заселены.